# Joanna (cantante)
Joanna, pseudonimo di Maria de Fatima Gomes Nogueira (Rio de Janeiro, 27 gennaio 1957), è una cantante e musicista brasiliana.

## Biografia

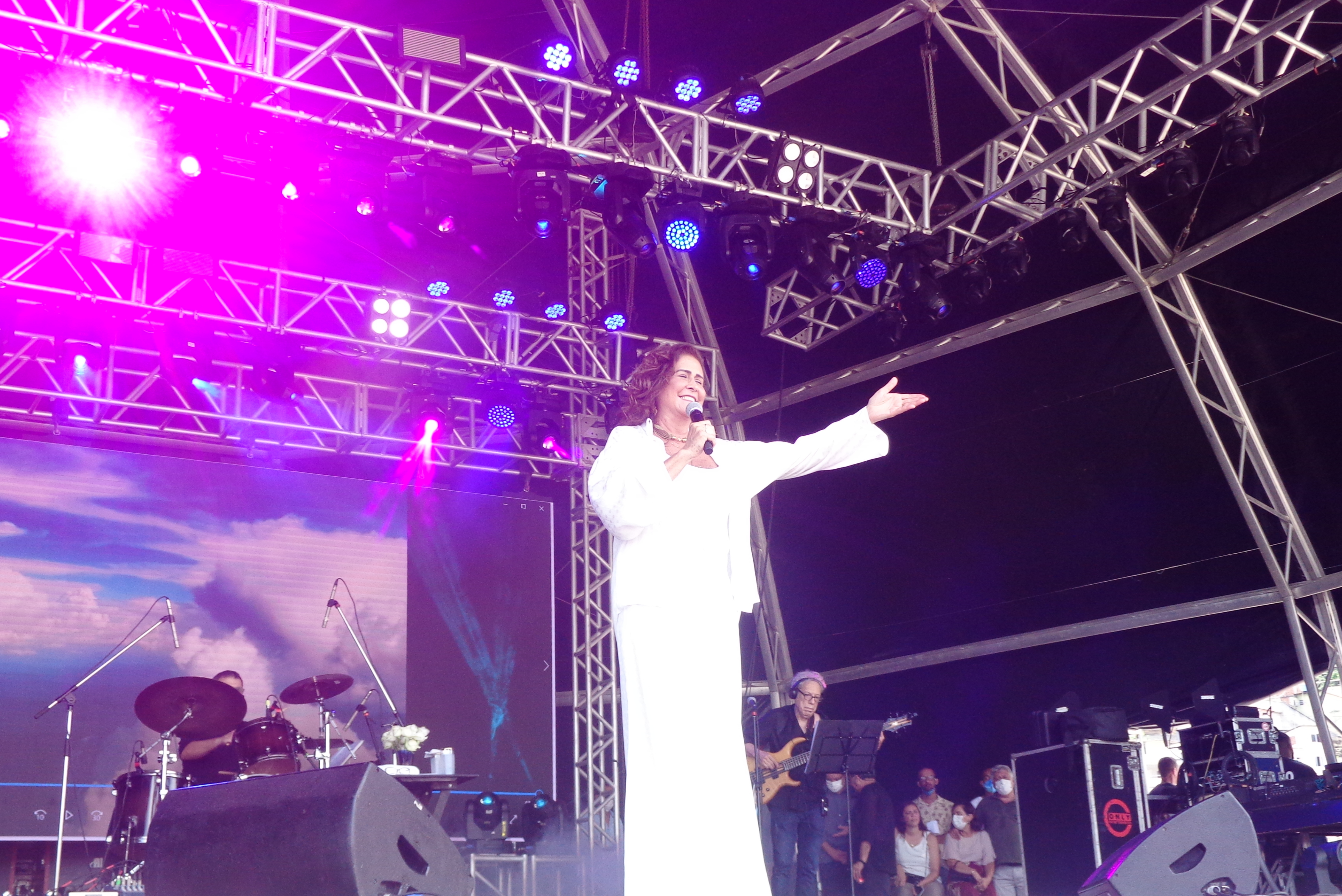
Joanna nel gennaio 2022.

Lanciata alla fine degli anni 70 dal programma televisivo A Grande Chance, Joanna ha così visto premiati i suoi sforzi nel voler intraprendere la carriera musicale: un desiderio espresso già durante l'adolescenza. Nel 1979 ha registrato Nascente, il suo primo album, trainato dal singolo Descaminhos: 80.000 le copie vendute, anche al di fuori del suo Paese.
Artista raffinata, Joanna ha goduto di largo successo negli anni 80 e 90, in particolare con l'album eponimo del 1986 (un milione di copie vendute in Brasile e all'estero, con conseguente disco di diamante) che ha visto la partecipazione straordinaria del gruppo Roupa Nova nella canzone Um Sonho A Dois, ascoltabile nella telenovela Corpo Santo. A partire da quest'anno la cantante ha effettuato alcune tappe dei suoi tour in città straniere.
Nel 1989 ha inciso un duetto con Cazuza, Nunca Sofri Por Amor, inserito nell'album Primaveras e veroes.
Nel 1998 ha pubblicato un album in lingua spagnola, Intimidad, certificato poi triplo disco di platino.
Tra i singoli di Joanna più noti si ricordano Amor Bandido e Momentos.
Numerose canzoni di Joanna sono state inserite in colonne sonore di telenovelas brasiliane.

## Vita privata
Joanna è cattolica praticante (con una particolare devozione per Nostra Signora Aparecida) e al tempo stesso lesbica dichiarata: i suoi primi rapporti saffici risalgono all'adolescenza. Per molti anni ha vissuto con la sua socia in affari Maria Marta Vieira: le due si sono lasciate dopo i presunti tradimenti della cantante. In seguito la cantante si è sentimentalmente legata a un'altra donna, Karen Keldani.

## Discografia

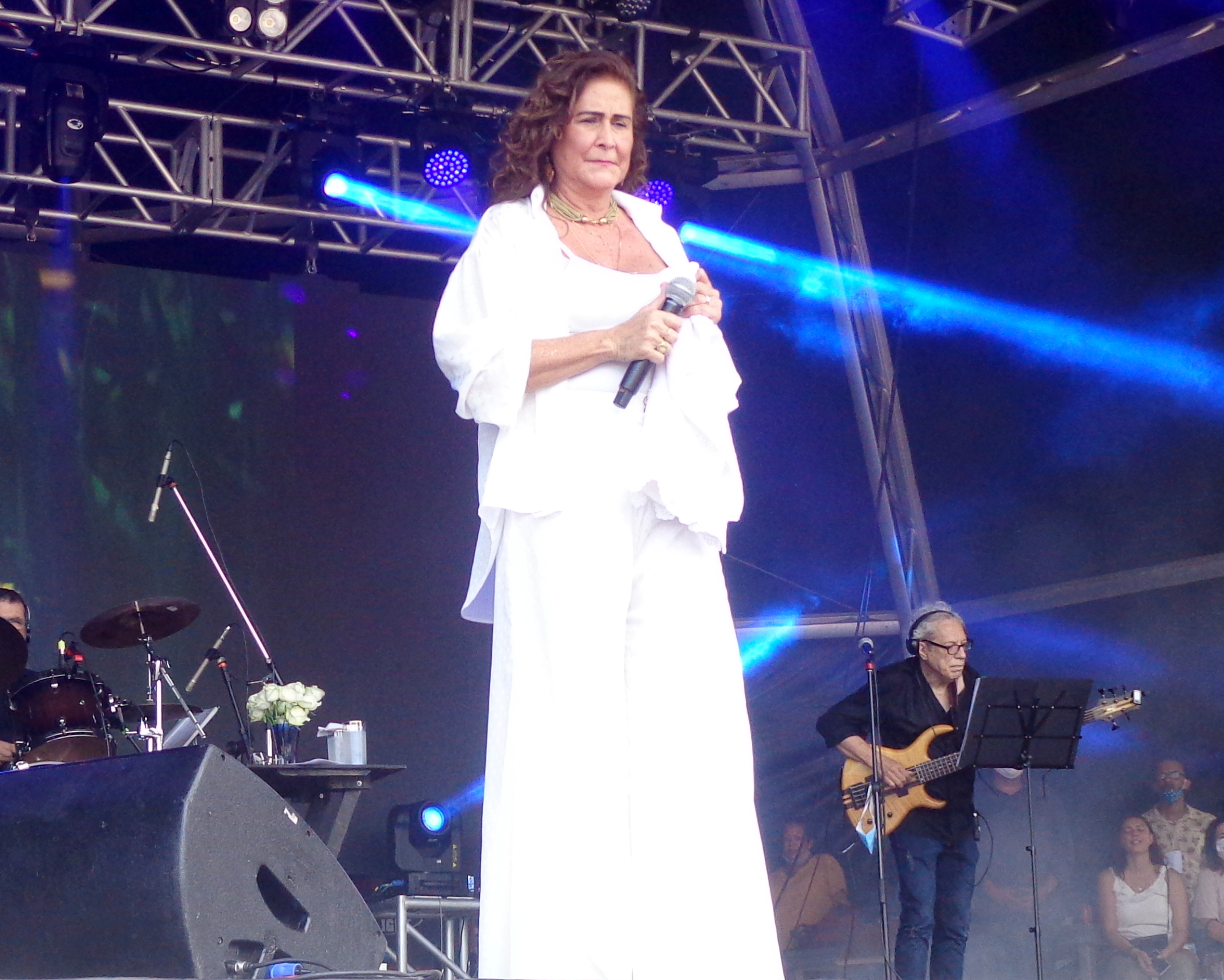
Joanna durante un'esibizione dal vivo (gennaio 2022).

### Album
- 1979: Nascente - RCA Victor
- 1980: Estrela Guia - RCA Victor
- 1981: Chama - RCA Victor
- 1982: Vidamor - RCA Victor

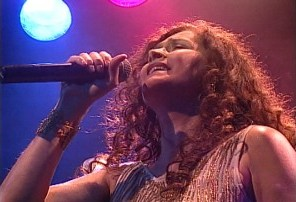
Joanna in un'esibizione televisiva

- 1983: Brilho e paixão - RCA Victor
- 1984: Joanna - RCA Victor
- 1985: Joanna - RCA Victor
- 1986: Joanna - RCA Victor
- 1988: Joanna - BMG Ariola
- 1989: Primaveras e verões - BMG Ariola
- 1991: Joanna - BMG Ariola
- 1993: Alma, coração e vida - BMG Ariola
- 1994: Joanna canta Lupicínio - BMG Ariola
- 1995: Sempre no meu coração - BMG Ariola
- 1997: Joanna em Samba-Canção - BMG Ariola
- 1998: Intimidad (in spagnolo) - BMG Ariola
- 1999: Joanna 20 Anos (live) - BMG Ariola
- 2001: Eu estou bem - BMG Ariola
- 2002: Joanna em Oração (live) - Sony Music
- 2003: Todo Acústico - Sony Music
- 2004: Joanna 25 anos entre Amigos - Sony Music
- 2006: Joanna ao vivo em Portugal - Universal Music
- 2007: Joanna em Pintura Íntima ao vivo- Som Livre
- 2011: Em Nome de Jesus - Joanna Interpreta Padre Zezinho